# 圣保罗大学
圣保罗大学（葡萄牙語：Universidade de São Paulo），是巴西圣保罗州政府开办的四所公立大学之一，另外还有坎皮纳斯州立大学（Unicamp）、圣保罗州立大学（UNESP）和圣保罗州虚拟大学（Univesp）。它是巴西最大的公立大学，也是伊比利亚美洲、葡萄牙语圈最重要的大学之一，也是世界上最负盛名的大学之一。USP是拉丁美洲最大的高等教育机构之一。共有42个教学和研究单位，分布在10个校区：圣保罗(有3个校区)、包鲁、洛雷纳、皮拉西卡巴、皮拉松恩加、里贝朗普雷图、桑托斯和圣卡洛斯。圣保罗的主校区叫Cidade Universitária Armando de Salles Oliveira，面积为 3.7 平方千米。该校涵盖了所有知识领域的教学、研究和大学推广工作。计算所有校区，USP共有约 78 平方千米的占地面积，246个本科课程，229个研究生课程，5800名教授，本科和研究生课程共有9.3万名学生在读（2012年）。
在巴西的公立大学中，它拥有最多的本科生和研究生名额，同时也是世界上硕士和博士最多的大学，并占圣保罗州所有科研生产的一半，占巴西的25%以上。由于巴西的科研产量约占世界科研产量的2%，可以说，USP的科研产量占世界科研产量的0.5%。此外，在巴西具有Capes评分6和7（最高级别）的研究生课程，有25%在USP，如果只考虑圣保罗地区，则达到55%的比例。
这所大学创建于1934年，它对巴西历史的贡献是相当重要的：43位巴西总统中有13位毕业于该校，如社会学家费尔南多·恩里克·卡多佐和律师雅尼奥·奎德罗斯。后者和另外10位前总统在法学院毕业，该学院在历史上也为巴西最高法院（STF）培养了53位部长，其成立比大学本身的成立早108年。

## 校园
圣保罗大学有10个校区，其中3个位于圣保罗市区。

## 著名人物
- 费尔南多·恩里克·卡多佐，1995年1月至2002年12月任巴西总统。

## 姊妹学校
- 中国
  - 中国农业大学
  - 华东师范大学
- 台灣
  - 國立政治大學